# Johann Caspar Goethe
Johann Caspar Goethe (Francoforte sul Meno, 28 luglio 1710 – Francoforte sul Meno, 25 maggio 1782) è stato un giurista e scrittore tedesco, fu il padre di Johann Wolfgang von Goethe.
Figlio di un ricco borghese, Georg Friedrich Goethe (1657-1730), e Cornelia Walther (1668-1754), sposa la figlia del sindaco di Francoforte, Elisabetta Textor, dalla cui unione nasce Johann Wolfgang Goethe.
Successivamente è doctor iuris, studiando a Lipsia e Gießen, e lavora presso la Corte Imperiale di Wetzlar. Nel 1740 si reca per un viaggio in Italia e scrive un libro di viaggio in lingua italiana intitolato "Viaggio per l'Italia".
Dopo il matrimonio si dedica esclusivamente ai suoi studi privati, alla collezione di libri preziosi e opere d'arte, e all'educazione dei suoi figli.
L'opera “Viaggio per l'Italia”, resoconto del suo viaggio, viene pubblicata per la prima volta da Arturo Farinelli nell'anno goethiano 1932, su richiesta della Reale Accademia d'Italia. Al figlio Johann Wolfgang Goethe trasmise l'esaltazione del fascino di Roma nonché dell'Italia, facendogli anche imparare la lingua italiana. L'avventura nella penisola intrapresa nel 1786 da Wolfgang nonché l'opera Viaggio in Italia (saggio) si sviluppano avendo comunque tali premesse iniziali.